# 华阳宫古建筑群
华阳宫古建筑群，位于山东省济南市历城区华山，是中华人民共和国山东省文物保护单位之一。
2006年12月7日，授予山东省文物保护单位，是一座古建筑。